# Chaetocnema babai
Chaetocnema babai  (лат.) — вид жуков-листоедов рода Chaetocnema трибы земляные блошки из подсемейства козявок (Galerucinae, Chrysomelidae). Восточная Азия.  

## Распространение
Встречаются в Восточной Азии (Тайвань, Baba).

## Описание
Длина 2,20—2,40 мм, ширина 1,30—1,35 мм. От близких видов отличается полностью чёрной окраской тела, без металлического блеска. Спинная сторона и голова гладкие и блестящие. Усики и ноги желтовато-коричневые и буроватые. Голова гипогнатная (ротовые органы направлены вниз). Лоб плоский (расположен на уровне глаз), покрыт сравнительно короткими белыми щетинками. Надкрылья покрыты несколькими рядами (6—8) многочисленных мелких точек — пунктур. Бока надкрылий немного выпуклые. Второй и третий вентриты слиты. Средние и задние голени с выемкой на наружной стороне перед вершиной. Переднеспинка без базальной бороздки. Вид был впервые описан в 1991 году, а его валидный статус подтверждён в 2019 году в ходе ревизии ориентальной фауны рода Chaetocnema, которую провели энтомологи Александр Константинов (Systematic Entomology Laboratory, USDA, c/o Smithsonian Institution, National Museum of Natural History, Вашингтон, США) и его коллеги из Китая (Ruan Y., Yang X., Zhang M.) и Индии (Prathapan K. D.).